# Virus mortal (miniserial din 2020)
The Stand (cu sensul de Înfruntarea) este un miniserial TV din 2020 regizat de Josh Boone bazat pe romanul Apocalipsa (The Stand) de Stephen King. Primul episod a avut premiera la 17 decembrie 2020 pe canalul CBS All Access.

## Povestea
O nouă formă de gripă a scăpat dintr-un laborator secret al guvernului SUA, iar pandemia a distrus 99% din omenire. Apare omul negru, care acum își spune Randall Flagg și este considerat mesagerul diavolului. El începe să adune în jurul lui rămășițele umanității în Las Vegas, Nevada. Dar mai sunt și alți oameni, cei care o urmează pe Mama Abagail, o femeie de o sută opt ani, care îi cheamă pe oameni în visele lor, îndeplinind voia lui Dumnezeu. Adunați într-unul din orașele de provincie americane, Boulder, Colorado, acești oameni organizează "Zona Liberă" și se pregătesc să scape lumea de Flagg.

## Distribuție

### Personaje principale
- James Marsden - Stu Redman
- Odessa Young - Frannie Goldsmith
- Owen Teague - Harold Lauder
- Alexander Skarsgård - Randall Flagg
- Whoopi Goldberg - Mama Abagail
- Amber Heard - Nadine Cross
- Jovan Adepo - Larry Underwood
- Henry Zaga - Nick Andros
- Nat Wolff - Lloyd Henreid
- Irene Bedard - Ray Brentner
- Brad William Henke - Tom Cullen
- Greg Kinnear - Glen Bateman

### Personaje secundare
- Eion Bailey - Teddy Weizak
- Gabrielle Rose - Judge Farris
- Gordon Cormier - Joe
- Katherine McNamara - Julie Lawry

### Invitați speciali
- Hamish Linklater - Dr. Jim Ellis
- Daniel Sunjata - Cobb
- J. K. Simmons - General Starkey
- Bryan Cranston - Președinte al Statelor Unite ale Americii (voce; nemenționat)
- Heather Graham - Rita Blakemoor
- Natalie Martinez - Dayna Jurgens
- Ezra Miller - Trashcan Man
- Fiona Dourif - Rat Woman
- Clifton Collins Jr. - Bobby Terry

Stephen King apare cameo în ep. 4 "The House of the Dead" într-o reclamă Hemingford Home.

## Episoade
| Nr. | Titlu                            | Regizat de                           | Scenariu de                                                     | Data lansării     |
| --- | -------------------------------- | ------------------------------------ | --------------------------------------------------------------- | ----------------- |
| 1   | „The End”                        | Josh Boone                           | Josh Boone & Benjamin Cavell                                    | 17 decembrie 2020 |
| 2   | „Pocket Savior”                  | Tucker Gates                         | Josh Boone & Benjamin Cavell                                    | 24 decembrie 2020 |
| 3   | „Blank Page”                     | Danielle Krudy & Bridget Savage Cole | Jill Killington & Owen King                                     | 31 decembrie 2020 |
| 4   | „The House of the Dead”          | Danielle Krudy & Bridget Savage Cole | Jill Killington & Owen King și Benjamin Cavell & Eric Dickinson | 7 ianuarie 2021   |
| 5   | „Fear and Loathing in New Vegas” | Chris Fisher                         | Jill Killington & Knate Lee                                     | 14 ianuarie 2021  |
| 6   | „The Vigil”                      | Chris Fisher                         | Jill Killington & Knate Lee                                     | 21 ianuarie 2021  |
| 7   | „The Walk”                       | Vincenzo Natali                      | Owen King                                                       | 28 ianuarie 2021  |
| 8   | „The Stand”                      | Vincenzo Natali                      | Benjamin Cavell & Taylor Elmore                                 | 4 februarie 2021  |
| 9   | „Coda: Frannie in the Well”      | Josh Boone                           | Poveste de: Stephen King                                        | 11 februarie 2021 |

## Producție
La 31 ianuarie 2011, s-a anunțat că Warner Bros. Pictures și CBS Films vor dezvolta un film cinematografic bazat pe romanul lui Stephen King, The Stand. La 12 august 2011, s-a anunțat că David Yates a fost angajat să regizeze și Steve Kloves să scrie scenariul. La 21 octombrie 2011, s-a anunțat că Ben Affleck va fi regizorul și scenaristul în locul lui Yates și Kloves, s-a afirmat de asemenea că în locul filmului va fi produsă o miniserie. La 23 august 2013, s-a anunțat că Scott Cooper îl va înlocui pe Affleck ca scenarist și regizor. Dave Kajganich a scris prima variantă a scenariului. Cu toate acestea, la 25 februarie 2014, s- a anunțat că Josh Boone era în discuții pentru a rescrie și regiza filmul. Mai târziu, el a dezvăluit că îl dorește pe Christian Bale în rolul lui Randall Flagg și pe Matthew McConaughey pentru rolul lui Stu Redman. Până la 10 septembrie 2014, scenariul a fost finalizat și miniseria a intrat în faza de pre-producție.
La 5 iunie 2015, s-a anunțat că Warner Bros. și CBS Films negociau cu Showtime mai degrabă pentru o miniserie TV decât pentru un film cinematografic, cu Boone ca scenarist și regizor al miniseriei, iar filmările erau planificate la începutul anului 2016. Miniseria cu opt părți îi va permite astfel lui Boone să cuprindă cât mai mult povestea din cartea lui S. King decât un film de trei ore. În plus, se aștepta ca S. King să participe la un anumit nivel alături de producătorii Roy Lee și Jimmy Miller. Cu toate acestea, la 2 februarie 2016, proiectul a fost întrerupt și drepturile returnate către CBS Films. Pe 25 septembrie 2017, King a declarat într-un interviu că o serie de televiziune extinsă va fi produsă pentru Showtime sau CBS All Access. La 30 ianuarie 2019, s-a anunțat că CBS All Access a comandat un sezon de zece episoade cu Boone și Ben Cavell ca scenaristi și producători executivi, iar Boone ca regizor. Lee, Miller și Richard P. Rubinstein vor servi ca producători executivi, Will Weiske și Miri Yoon vor servi ca producători co-executivi și Owen King ca producător. La 1 august 2019, s-a anunțat că Knate Lee și Jill Killington vor fi producători și că episodul final va fi scris de King, care va conține un nou final, „care îi va face pe fani să zumzăie”.
La 21 iunie 2019, s-a anunțat că James Marsden, Amber Heard, Whoopi Goldberg, Greg Kinnear, Odessa Young și Henry Zaga au fost luați în considerare pentru distribuția miniseriei. La 8 iulie 2019, s-a anunțat că Marilyn Manson a fost distribuit într-un rol nedezvăluit. La 1 august 2019, s-a anunțat că Marsden, Heard, Young și Zaga au fost repartizați oficial în roluri principale. În septembrie 2019, s-a anunțat că Goldberg, Jovan Adepo, Owen Teague, Brad William Henke, Daniel Sunjata și Alexander Skarsgård au fost distribuiți în roluri principale. În octombrie 2019, s-a anunțat că Nat Wolff, Eion Bailey, Katherine McNamara, Hamish Linklater, Heather Graham și Kinnear au fost distribuiți în roluri nedivulgate. La 31 ianuarie 2020, s-a anunțat că Fiona Dourif a fost distribuită într-un rol nedivulgat.
Filmările principale au început la 16 septembrie 2019 și s-au terminat la 11 martie 2020 Vancouver, Columbia Britanică, Canada.